# Битва під Холмом (1794)
51°08′00″ пн. ш. 23°39′00″ сх. д. / 51.1333° пн. ш. 23.65° сх. д.
Битва під Холмом — битва, що відбулася 8 червня 1794 року під час повстання Костюшка між річпосполитською та російською арміями поблизу міста Холм. Вирішальна частина битви відбулася в районі села Камінь, розташованого на південний схід від міста.

## Безпосередня причина битви
Генерал Юзеф Зайончек, призначений командиром повстання Тадеушем Костюшко командувачем лінії Буг, безрезультатно намагався на початку червня розбити російський корпус генерала Загряжського на річці Буг, а потім відступив до Хелма із завданням захисту Люблінське воєводство та Люблін.

## Хід бою
8 червня 1794 року під містом відбулася битва з об'єднаними силами генералів Дерфельдена і Загряжського — загалом близько 16,5 тис. вояків плюс 24 гармати. Генерал Зайончек мав у своєму розпорядженні 6 000 бійців регулярного війська, понад 2000 ятаганів і 14 гармат.
За 1,5 кілометра перед містом Зайончек оточив лісисті пагорби на луцькій трасі. Битва розпочалася близько 10:00. Росіяни атакували ліве крило польської оборони, яке захищали майор Вишковський і генерал Гауман. 10-й піхотний полк Босів Дзялинських, який воював тут, поводився хоробро. Очевидний програш поляків став очевидним після 17:00, коли снаряд російської гармати відірвав голову командиру польської артилерії Міхалу Хоментовському. Після його смерті військо, що складалося з пікіністів і ятаганів, у паніці розбіглося, покинувши одну з трьох гарматних батарей, якою керував Хоментовський. Російську кінноту, яка переслідувала втікачів, зупинила, а потім відкинула до російських позицій 1-ша Волинська національна кавалерійська бригада майора Вишковського. Контратака була настільки ефективною, що росіяни, щоб не зламати власні лінії, розстрілювали як свою кінноту, так і поляків, які стріляли їм у спину з гармат. Це зупинило переслідувачів. Росіянам, завдяки перевазі в артилерії, вдалося змусити поляків відступити у бік міста. Начальник штабу генерала Зайончека майор Кароль Отто Князевич майстерно організував відступ, запобігши повному знищенню корпусу. Відхід польських військ ефективно прикривала 2-а бригада національної кавалерії Великого князівства Литовського, що рухалася в ар'єргарді.